# Sebastián Porto

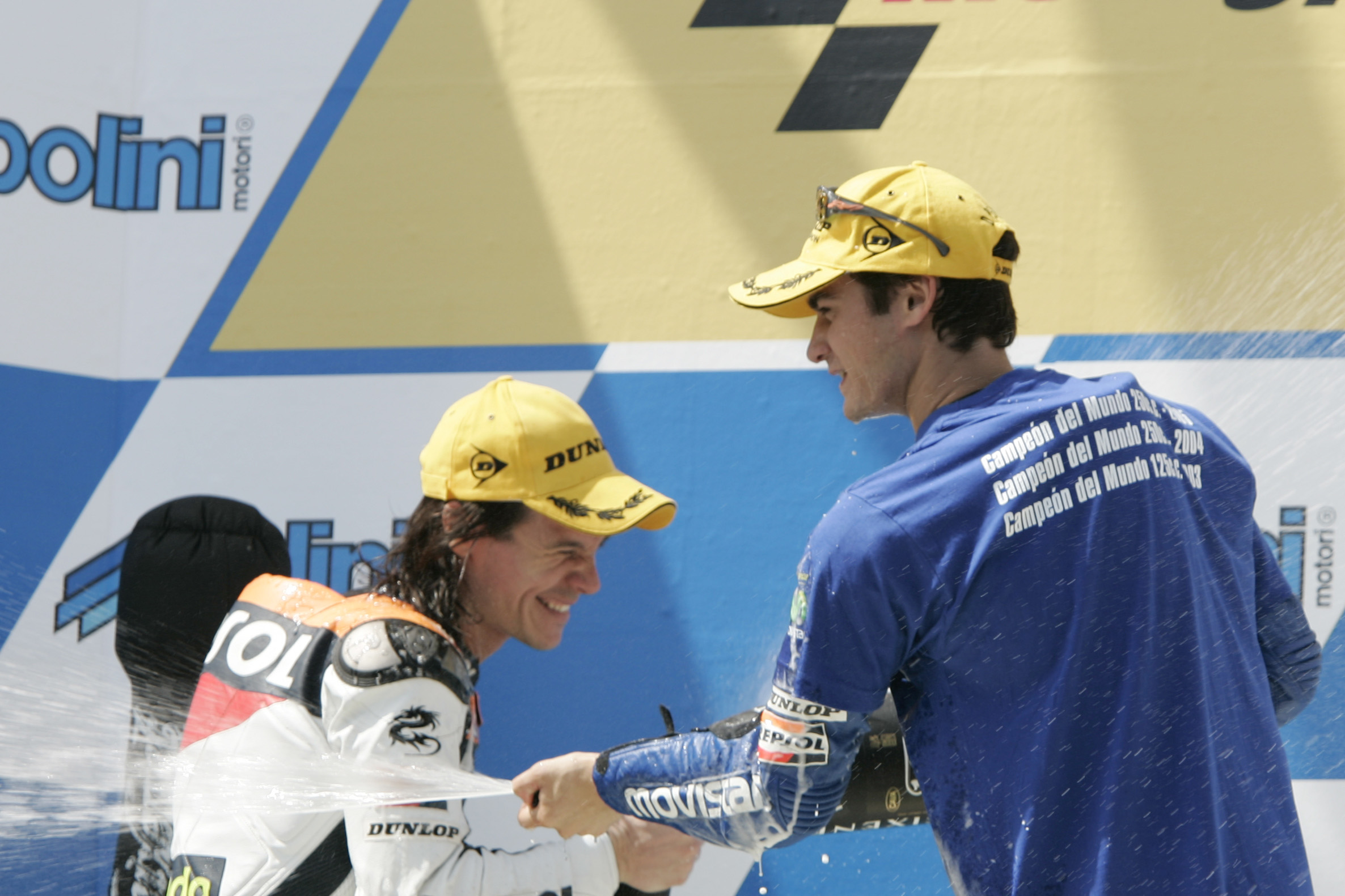
Sebastián Porto (links) mit Dani Pedrosa 2005 in Philip Island

Sebastián Porto (eigentlich Sebastián Oscar Porco; * 12. September 1978 in Rafaela, Argentinien) ist ein ehemaliger argentinischer Motorradrennfahrer. Porto, Spitzname Sebas, wurde als Sebastián Porco in Argentinien geboren. Da sein Familienname im Italienischen aber so viel wie Schwein bedeutet, beschloss er, nachdem er nach Europa gekommen war, ihn 1997 in Porto abzuändern.

## Karriere

### Anfänge
Sebastián Porto begann seine Rennsportkarriere im Alter von elf Jahren bei einer regionalen Minimoto-Meisterschaft in seiner Heimat, nachdem er bereits seit dem Vorschulalter sehr erfolgreich Fahrradrennen bestritten hatte. 1991 und 1992 wurde er argentinischer Dirttrack-Meister in den Klassen bis 50 bzw. bis 125 cm³. In den folgenden beiden Jahren nahm Porto auf Yamaha an der argentinischen 250-cm³-Meisterschaft teil, die er 1994 gewinnen konnte. Deshalb beschloss sein Förderer Reinaldo Cozzani, der auch den Großen Preis von Argentinien promotete, ihn 1995 nach Europa zu schicken.
Sebastián Porto bestritt 1995 zwei Rennen in der spanischen Open-Ducados-Meisterschaft, 1996 startete der 168 cm große Argentinier im PR2-Team in der 250-cm³-Meisterschaft, wo er sich mit vier Siegen bei acht ausgetragenen Rennen überlegen den Titel sicherte.

### 250-cm³-Weltmeisterschaft
Sebastián Porto debütierte bereits 1994 bei seinem Heim-Grand-Prix in der Motorrad-Weltmeisterschaft, er startete in der 125-cm³-Klasse, erreichte aber nicht das Ziel. 1995 trat er beim gleichen Rennen erstmals in der 250er-Klasse an und fuhr auf den 13. Platz.
Ab der Saison 1996 startete Porto permanent in der 250er-Weltmeisterschaft und pilotierte eine Aprilia. Sein bestes Saisonresultat war der neunte Rang im Großen Preis von Indonesien, in der Gesamtwertung belegte er den 19. Platz. 1997 belegte Porto mit konstanten Platzierungen unter den besten zehn den elften WM-Rang, 1998 erreichte er wegen einiger technischer Probleme an seiner Aprilia nur Platz 22 in der 250er-Weltmeisterschaft.
Zur Saison 1999 wechselte Sebastián Porto ins Semprucci-Team, wo er auf Yamaha an den Start ging und den neunten WM-Rang einfuhr. Im folgenden Jahr wiederholte der Argentinier im EDO-Racing-Team, wiederum auf Yamaha, diese Platzierung und wurde mit der Michel-Metraux-Trophäe für den besten Fahrer eines Privatteams ausgezeichnet. Auch 2001 fuhr Porto noch relativ unauffällig im deutschen Team Yamaha Kurz in der 250er-Klasse und belegte den 16. Platz.
In der Saison 2002 schaffte Sebastián Porto mit dem Sieg beim Großen Preis von Rio de Janeiro in Jacarepagua den Durchbruch. Mit vier weiteren Podiumsplatzierungen erreichte er im Team Petronas Sprinta Yamaha TVK den fünften WM-Rang. Zur Saison 2003 wechselte er ins Telefonica MoviStar Junior Team von Alberto Puig, wo er erstmals eine Honda pilotierte. Obwohl ihm kein Podiumsplatz gelang, erreichte er den achten Gesamtrang.
2004 war Portos mit Abstand erfolgreichstes Jahr in der 250-cm³-Weltmeisterschaft. Er gewann auf einer Aprilia von Jorge Martínez’ Repsol-Aspar-Team die Rennen in Italien, den Niederlanden, Tschechien, Katar und Australien, fuhr insgesamt zehnmal auf das Siegerpodest und wurde mit 61 Punkten Rückstand auf den Spanier Dani Pedrosa Vizeweltmeister. In der folgenden Saison gelang dem Argentinier im gleichen Team nur noch ein Sieg und infolge vieler Stürze und technischer Defekte der sechste WM-Gesamtrang.
Zur Saison 2006 wechselte Porto zu Repsol Honda. Nach enttäuschenden Resultaten zu Saisonbeginn und großen Problemen mit der Honda verkündete er kurz vor dem Großen Preis von Katalonien im Alter von nur 27 Jahren seinen sofortigen Rücktritt aus der 250-cm³-Weltmeisterschaft, da er den Spaß am Rennfahren verloren hatte.
Bei seinen 161 Starts in der Motorrad-WM, die er bis auf einen allesamt in der 250-cm³-Klasse fuhr, gelangen Sebastian Porto sieben Siege, 19 Podiumsplätze, elf Pole-Positions, sowie acht Schnellste Rennrunden.

## Statistik

### Erfolge
- 1991 – argentinischer 50-cm³-Dirt-Track-Meister auf Kawasaki
- 1992 – argentinischer 50-cm³-Dirt-Track-Meister auf Yamaha
- 1994 – argentinischer-250-cm³-Meister auf Yamaha
- 1996 – 250-cm³-Europameister auf Aprilia
- 2000 – Michel-Metraux-Trophäe für den besten Fahrer auf einer privat eingesetzten Maschine in der 250-cm³-Klasse
- 2004 – 250-cm³-Vize-Weltmeister auf Aprilia
- 7 Grand-Prix-Siege